# Euchromia amoena
Euchromia amoena är en fjärilsart som beskrevs av Heinrich Benno Möschler 1872. Euchromia amoena ingår i släktet Euchromia och familjen björnspinnare. Inga underarter finns listade i Catalogue of Life.